# Estadi Municipal de Montilla
L'Estadi Municipal de Montilla és l'actual estadi del Montilla Club de Futbol. Va ser inaugurat el 19 de març de 1981, amb un torneig disputat entre el Montilla Club de Futbol, el Reial Betis Balompié, el Còrdova CF i el CD Pozoblanco. Actualment està una mica deteriorat i n'està prevista una reforma. Es troba a l'Avinguda de les Camachas, a Montilla (Còrdova).
Actualment el Montilla C.F juga al grup 2 de la 1a Divisió Andalusa. Anteriorment havia militat a la Tercera Divisió d'Espanya, i per això per l'estadi hi han passat equips com el Còrdova CF B, el Cadis CF B, el Sevilla Futbol Club "C" o l'Atlètic de Ceuta.